# Baren (Alto Garona)
Baren (em occitano:  Varenh) é uma comuna francesa na região administrativa da Occitânia, no departamento do Alto Garona. Estende-se por uma área de 3.06 km², com 12 habitantes, segundo o censo de 2018, com uma densidade de 3.9 hab/km².